# Laura Deas
Laura Deas (Wrexham, 19 agosto 1988) è una skeletonista britannica, medaglia di bronzo olimpica a Pyeongchang 2018.

## Biografia
Prima di dedicarsi allo skeleton la Deas ha praticato l'equitazione, la corsa campestre e il tetrathlon, nel quale ha capitanato la rappresentativa del Galles in diverse competizioni internazionali.

Iniziò a competere sulle piste ghiacciate nel 2010 per la squadra nazionale britannica partecipando alle gare del circuito di Coppa Europa e di Coppa Intercontinentale e in quest'ultima competizione si piazzò terza al termine della stagione 2013/14. Nelle categorie giovanili non andò oltre un quarto posto ai mondiali juniores, ottenuto nell'edizione di Park City 2011.

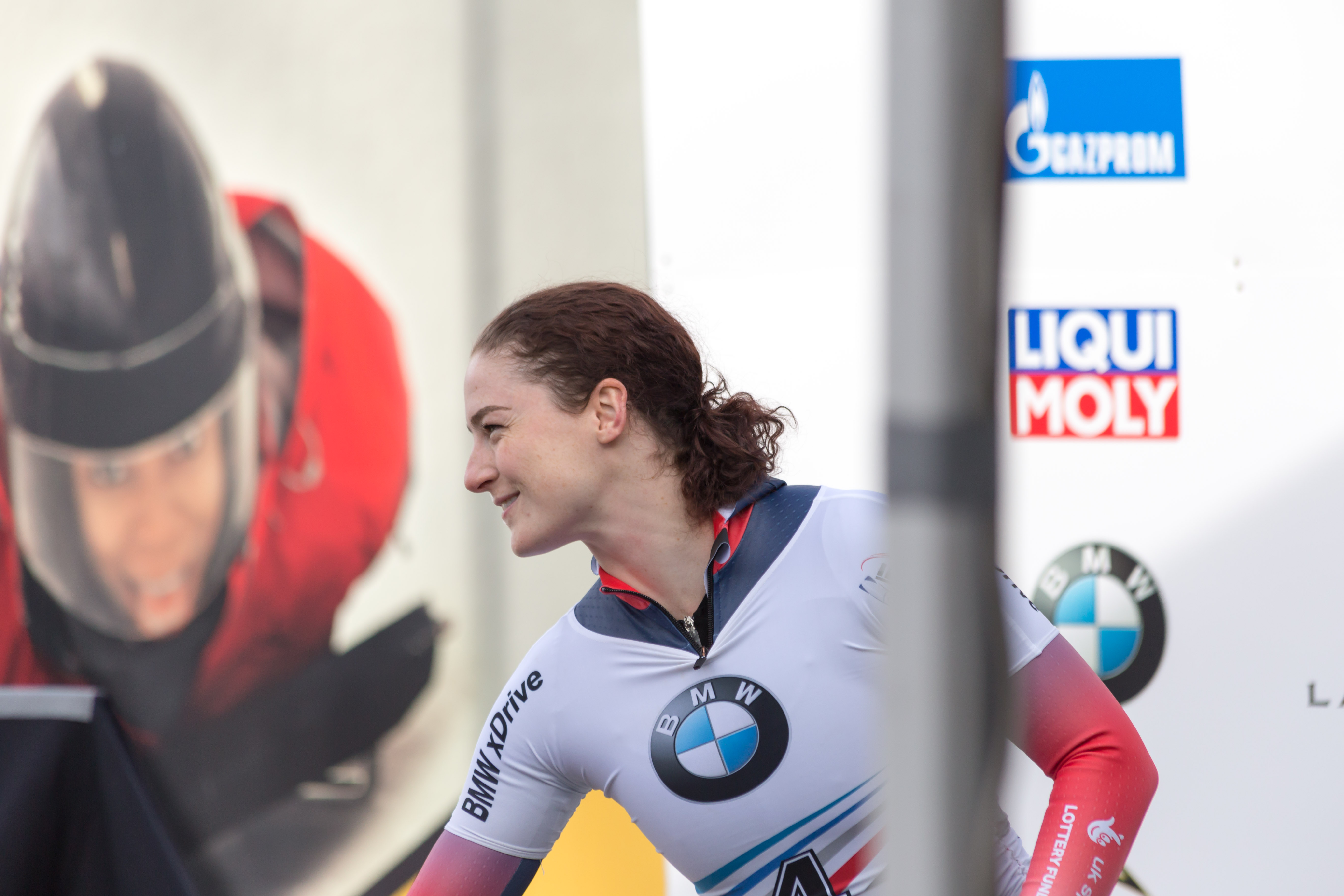
Laura Deas a Lake Placid nel 2017

Debuttò in Coppa del Mondo nella seconda metà della stagione 2014/15 (12ª a Lake Placid), ottenne il suo primo podio il 19 dicembre 2014 a Calgary (2ª nel singolo) e la sua prima vittoria il 27 novembre 2015 ad Altenberg sempre nel singolo. In classifica generale detiene quale miglior piazzamento il quinto posto ottenuto nel 2014/15. 

Ai Giochi olimpici invernali di PyeongChang 2018 ha conquistato la medaglia di bronzo nella gara del singolo.

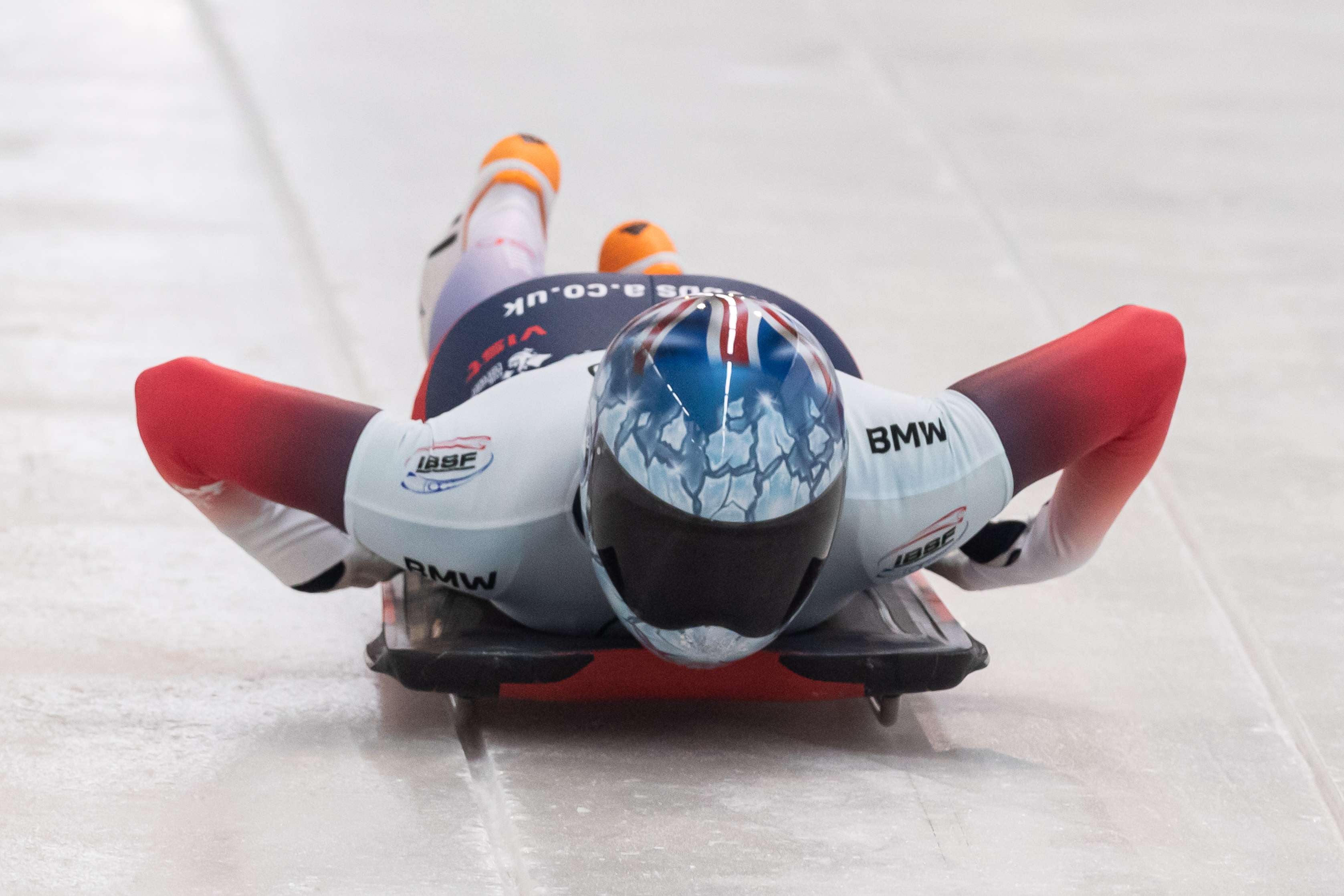
Laura Deas in gara ai campionati mondiali di Altenberg 2021

Ha preso parte altresì a sette edizioni dei campionati mondiali. Nel dettaglio i suoi risultati nelle prove iridate sono stati, nel singolo: settima a Winterberg 2015, undicesima a Igls 2016, decima a Schönau am Königssee 2017, diciannovesima ad Altenberg 2020, quindicesima ad Altenberg 2021 e nona a Sankt Moritz 2023; nella gara a squadre: ottava a Winterberg 2015, nona a Igls 2016, quinta a Whistler 2019, undicesima ad Altenberg 2020, quarta ad Altenberg 2021 e medaglia d'argento a Sankt Moritz 2023.
Agli europei ha colto invece la quarta piazza a Sankt Moritz 2016 e a Innsbruck 2018.

## Palmarès

### Olimpiadi
- 1 medaglia:
  - 1 bronzo (singolo a Pyeongchang 2018).

### Mondiali
- 1 medaglia:
  - 1 argento (gara a squadre a Sankt Moritz 2023).

### Coppa del Mondo
- Miglior piazzamento in classifica generale: 5ª nel 2014/15.
- 7 podi (tutti nel singolo):
  - 1 vittoria;
  - 2 secondi posti;
  - 4 terzi posti.

#### Coppa del Mondo - vittorie
| Data             | Luogo     | Paese    | Disciplina |
| ---------------- | --------- | -------- | ---------- |
| 27 novembre 2015 | Altenberg | Germania | singolo    |

### Circuiti minori

#### Coppa Intercontinentale
- Miglior piazzamento in classifica generale: 3ª nel 2013/14;
- 8 podi (tutti nel singolo):
  - 2 vittorie;
  - 5 secondi posti;
  - 1 terzo posto.

#### Coppa Europa
- Miglior piazzamento in classifica generale: 5ª nel 2011/12;
- 4 podi (tutti nel singolo):
  - 1 vittoria;
  - 3 terzi posti.

#### Coppa Nordamericana
- Miglior piazzamento in classifica generale: 16ª nel 2011/12;
- 2 podi (nel singolo):
  - 1 secondo posto;
  - 1 terzo posto.